# Kawa no nagare no yō ni
Kawa no nagare no yō ni (japanisch 川の流れのように Wie die Strömung des Flusses) ist der Titel der letzten Single der japanischen Sängerin Hibari Misora, die wenige Monate nach der Veröffentlichung verstarb, und eines der populärsten Lieder Japans. Misora sang das Lied auch bei ihrem letzten Konzert im Februar 1989 und es wurde bei ihrer Beerdigung von verschiedenen Künstlern und Berufskollegen gesungen.

## Geschichte und Handlung
Beim Verfassen war Yasushi Akimoto inspiriert vom New Yorker East River und sein Text handelt demzufolge vom Lauf eines Flusses, den er mit der Lebensreise eines Menschen verbindet, wenn es sinngemäß unter anderem heißt: „Das Leben ist eine Reise. Auf der Suche nach meinen Träumen gehe ich im strömenden Regen und weiß, dass auch die sonnigen Tage wieder kommen werden. Das Leben fließt dahin wie ein Fluss: unaufhörlich, ruhig und langsam.“

## Coverversionen
Das Lied wurde von zahlreichen japanischen und auch einigen internationalen Künstlern gecovert. Unter anderem haben Die drei Tenöre und die Mariachi Vargas de Tecalitlán das Lied bei ihren Auftritten in Japan als Hommage an die einheimische Bevölkerung in japanischer Sprache gesungen. Durch die Mariachi Vargas de Tecalitlán, die das Lied auch in spanischer Sprache unter dem Titel Nube de mar (Meereswolke) aufnahmen, erlangte es auch in Mexiko eine größere Popularität und wird seither auch immer wieder von Mariachi-Bands gespielt, die das Lied in Spanisch oder Japanisch und teilweise auch zweisprachig singen. José Carreras, der ein Mitglied der „Drei Tenöre“ war, sang das Lied im Rahmen seiner Auftritte in der Wiener Staatsoper auch solo auf Japanisch.